# 관광지순환버스
관광지순환버스 주식회사(觀光地 循環버스 株式會社, 영어: Tourist Shuttle, Inc.)는 제주특별자치도 제주시 애월읍 하광로 308에 본사를 둔 버스업체이다.

## 개요
제주특별자치도의 시내버스 업체 중 유일하게 기아 그랜버드로 운행한다.